# Goucha
Goucha foi um talk-show transmitido na TVI desde 4 de janeiro de 2021 nas tardes de segunda a sexta feira  com apresentação de Manuel Luís Goucha, substituindo o programa A Tarde é Sua.
Passados cerca de 4 anos e meio depois, o programa chega ao fim e é substituído no horário pelo novo game-show das tardes da TVI "Soma e Segue" também apresentado por Manuel Luís Goucha.

## Apresentadores
| Apresentador residente | Período     |
| ---------------------- | ----------- |
| Manuel Luís Goucha     | 2021 - 2025 |

| Apresentadores de emissões especiais | Período |
| ------------------------------------ | ------- |
| Nuno Eiró                            | 2021    |
| Marisa Cruz                          | 2022    |
| Maria Botelho Moniz                  | 2023    |
| Cristina Ferreira                    | 2023    |
| Mafalda de Castro                    | 2023    |
| Cláudio Ramos                        | 2023    |
| Maria Cerqueira Gomes                | 2023    |

| Apresentadores substitutos | Período     |
| -------------------------- | ----------- |
| Cristina Ferreira          | 2022 / 2024 |
| Maria Botelho Moniz        | 2022 - 2024 |
| Maria Cerqueira Gomes      | 2022        |
| Iva Domingues              | 2022        |
| Fernanda Serrano           | 2024        |
| Cláudio Ramos              | 2024        |